# Plaza del Museo (Sevilla)
La plaza del Museo en un espacio público, abierto en 1846, situado en el centro histórico de la ciudad de Sevilla. Recibe su nombre del antiguo convento de la Merced, convertido en 1835 en Museo de Bellas Artes.

## Historia

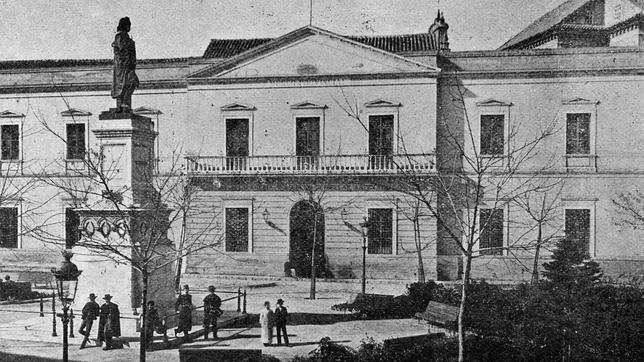
La plaza hacia 1917, con la fachada de Balbino Marrón.

El solar que ocupa la plaza formaba parte del antiguo convento de la Merced desde su fundación en el siglo XIII. En 1838, tras su desamortización, se instaló en este inmueble el Museo Provincial de Pintura. El área de noviciado, que se encontraba en ruinas desde un incendio en 1810, fue demolida, por lo que quedó un amplio solar que sirvió para la creación de la plaza. Anteriormente solo existía una pequeña plazuela, denominada de la Merced, que corresponde a la parte actual más próxima a la calle Alfonso XII.
El arquitecto municipal Balbino Marrón fue quien elaboró el proyecto de la nueva plaza y la dirección artística fue encargada al pintor Andrés Rossi. Su inauguración se produjo, con motivo de la boda de Isabel II, en 1846.
La plaza inicialmente diseñada se encontraba en alto, rodeada por verjas y decorada con estatuas sobre pedestales, procedentes del palacio arzobispal de Umbrete y en el centro se alzaba una fuente con una estatua de Baco sobre un delfín. El acceso se realizaba por unas escalinatas y alrededor se extendía una serie de árboles y de bancos de piedra.  
El edificio del convento, tras la demolición parcial, quedó abierto por lo que le dotó de una fachada neoclásica, proyectada también por Balbino Marrón, que se culminó en 1860. Con este motivo, en 1862, se amplió la plaza con el derribo de una casa colindante y se remodeló; se rebajó la altura, se quitaron las rejas que fueron llevadas a los jardines de Cristina y se trasladaron las estatuas a los jardines de las Delicias. La fuente se sustituyó por un monumento a Bartolomé Esteban Murillo que se inauguró en 1864, obra del escultor Sabino Medina y con un pedestal realizado por Demetrio de los Ríos.
En la década de 1940, se construyó una nueva fachada del museo, en estilo barroco, que sustituyó a la de Balbino Marrón del siglo anterior y se instaló como portada la que antes era principal de la iglesia, que estaba situada en la calle Bailén. Esta puerta es obra del cantero Miguel de Quintana, contratada en 1729.

## Lugares de interés

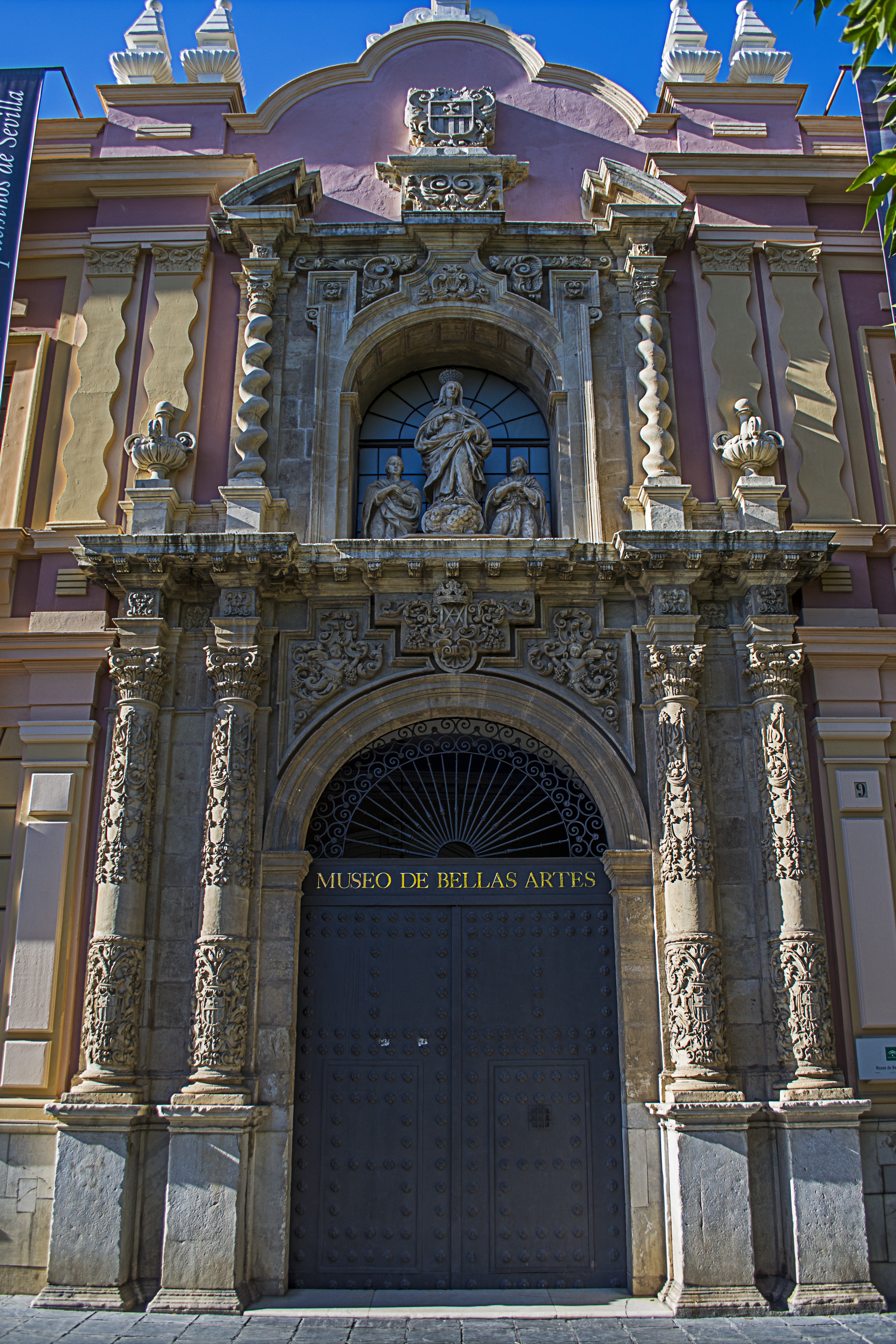
Portada del Museo de Bellas Artes de Sevilla. Obra del cantero Miguel de Quintana, contratada en 1729.

### Convento de la Merced, actualMuseo de Bellas Artes de Sevilla
Según narración de fray Alonso Remón, los mercedarios tomaron una casa y hospicio en Sevilla, cerca de la Iglesia Mayor, en 1248 y poco después se realizó la fundación real y efectiva. Construyeron un edificio conventual -extramuros y cerca del río- al que se trasladaron en 1251. El inmueble se reformó entre 1602 y 1612 por el arquitecto Juan de Oviedo y de la Bandera y el alarife Francisco González.
En 1810 las tropas francesas ocuparon este convento, que fue usado como cuartel. El 6 de febrero de ese mismo año, un incendio arrasó el convento, en el que quedó destruido el retablo mayor de la iglesia, obra de Felipe de Ribas. 
El actual edificio, responde en líneas generales a la reforma de Juan de Oviedo y se ordena en torno a los tres patios, con la iglesia situada en uno de los extremos. El nexo de unión es una gran escalera situada en el centro. La iglesia tiene planta de cruz latina, cubiertas con bóvedas de medio cañón, mientras que el crucero está cubierto con una bóveda semiesférica sobre pechinas.

##### Museo
El convento de la Merced fue desamortizado en 1835 lo que supuso la definitiva exclaustración y pérdida de la función conventual. Fue convertido en Museo Provincial por Real Orden de 16 de septiembre de 1835, con el objeto de reunir las obras pertenecientes a las órdenes religiosas suprimidas. A su vez, la Real Orden de 16 de diciembre de 1840 dispuso que los objetos de Itálica encontrados o que se localizasen en el futuro deberían guardarse en este museo. Por otra parte, la Real Orden de 20 de octubre de 1854 ordenó el traslado también a este edificio de las obras conservadas en los Reales Alcázares.
En el edificio se asentó también en 1873, la Facultad Libre de Farmacia y a la salida de esta, en 1875, la Escuela Normal de Maestros. En 1879, se creó oficialmente el Museo de Antigüedades, independiente del de Bellas Artes, que también se estableció allí e igualmente la Academia y Escuela de Bellas Artes.
El Museo Arqueológico ocupaba tres galerías del denominado patio del Claustro Grande, el Museo de Pinturas ocupaba la iglesia y otras dependencias, la Academia y Escuela de Bellas Artes  quedaron ubicadas en estancias contiguas a los museos y la Comisión de Monumentos Históricos y Artísticos y la Escuela Normal de Maestros quedaron en dependencias lindantes con las galerías del Claustro Grande. En 1941, el Museo Arqueológico Provincial se trasladó al pabellón de la Bellas Artes de la Exposición Iberoamericana de 1929, en la plaza América, del parque de María Luisa y el edificio quedó en exclusiva como Museo de Bellas Artes.
La pinacoteca alberga colecciones de los grandes maestros de la pintura y la escultura sevillanas del Siglo de Oro (Herrera el Viejo, Zurbarán, Murillo y Valdés Leal, ente otros). En la sección de escultura destacan las obras de Martínez Montañés, Juan de Mesa y Torrigiano.

### Monumento a Murillo
La idea de levantar un monumento público al pintor Bartolomé Esteban Murillo en Sevilla, se remonta a 1838, cuando el Liceo realizó la primera propuesta que luego hicieron suya la Academia de Bellas Artes hispalense y el Ayuntamiento de la ciudad. El empuje definitivo para su realización correspondió a la Sociedad Sevillana de Emulación y Fomento, que en 1855 consiguió recaudar 139.492 reales para la construcción. Se convocó un concurso local que quedó desierto y posteriormente la Academia de San Fernando organizó en 1858 otro concurso, a escala nacional, que ganó Sabino de Medina.
Para su emplazamiento, se propuso primero la plaza de Santa Cruz, en el barrio donde había residido gran parte de su vida el pintor. Luego se buscó otra plaza de más relieve público y se debatió entre la plaza Nueva y la entonces recién formada plaza del Museo, donde finalmente fue colocada en 1863 e inaugurada el 1 de enero de 1864, coincidiendo con el día del nacimiento de Murillo.
La escultura está realizada en bronce y representa al artista de pie, inspirándose en algunos autorretratos del artista, con la mano izquierda apoyada en una pilastra donde aparece un boceto de la Inmaculada Grande y la derecha empuñando un pincel. El pedestal fue realizado por Demetrio de los Ríos. 
En 1861, aprovechando que la estatua de Murillo iba a ser fundida en París por Eyck y Durand, el propio escultor de Medina solicitó al Alcalde de Madrid que se hiciese una segunda reproducción para ser colocada en la ciudad de Madrid. Tras su aprobación, esta réplica se situó en la plaza de Murillo, entre la fachada sur del Museo del Prado y el jardín botánico y fue inaugurada por el rey Amadeo I, alguno años después.

### Casa de los Condes de Casa-Galindo
La casa de los Conde de Casa-Galindo es el edificio más destacado de la plaza después del Museo de Bellas Artes y que constituye uno de los ejemplares más representativos de la arquitectura sevillana del siglo XIX.
Fue construido por el maestro Alonso Moreno para Vicente Torres Andueza, aunque su nombre viene de su segundo propietario Andrés Lasso de la Vega, conde de Casa-Galindo. En 1978,  se adaptó a edificio multiviviendas. Destaca el patio central con arcos de medio punto en todos sus frentes. Disponía de un jardín trasero que fue bastante modificado en la adaptación a viviendas.

## Flora

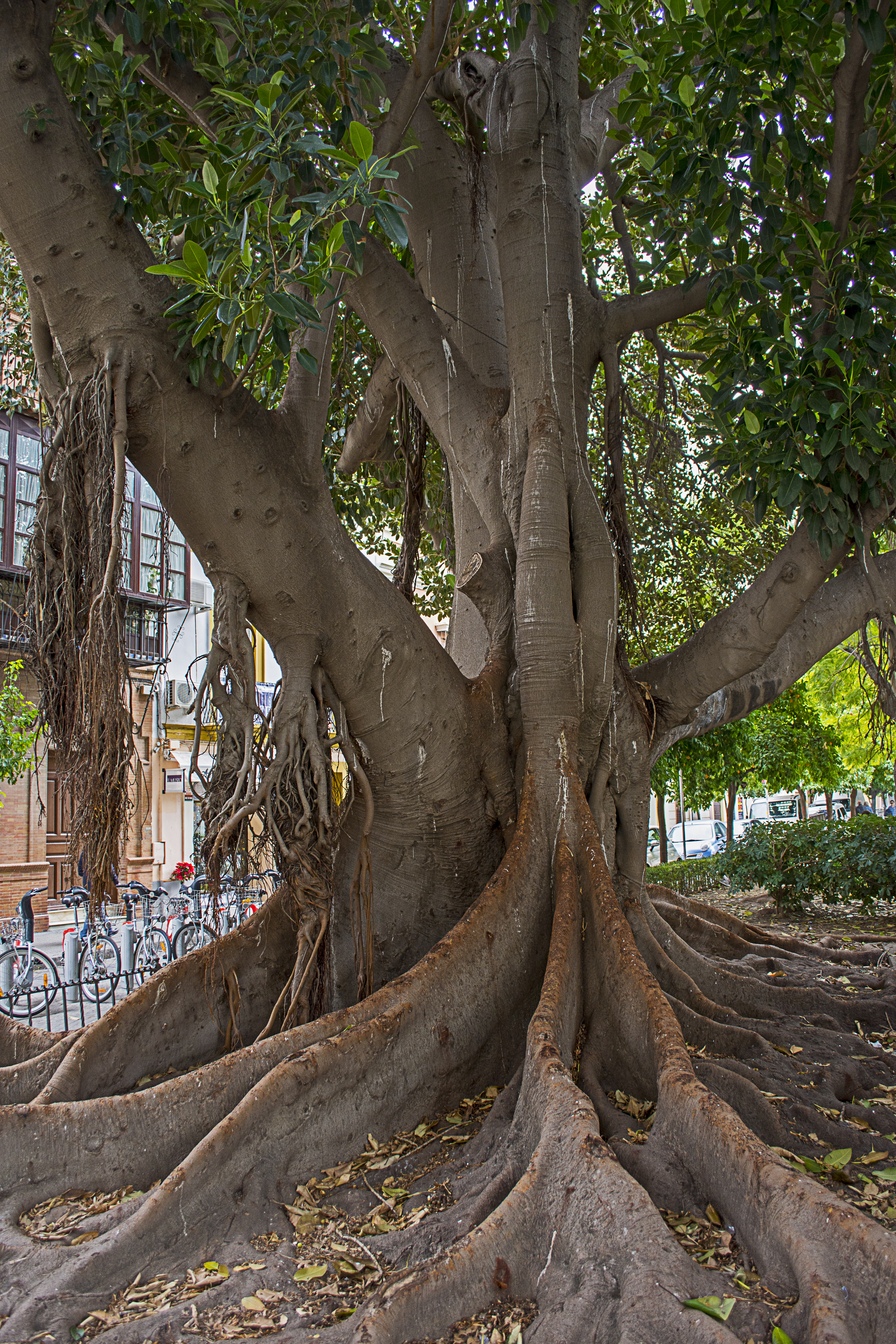
Detalle de uno de los Ficus (Ficus macrophylla) de la plaza del Museo, (2017).

Destaca en la plaza la presencia de dos grandes Ficus (Ficus macrophylla) en la zona más próxima a la calle Alfonso XII. En el extremo opuesto hay un solitario magnolio (Magnolia grandiflora). El resto de la vegetación son jacarandas (Jacaranda mimosaefolia), palmeras (Phoenix dactylifera) y naranjos (Citrus aurantium).
El edificio del Museo alberga tres patios con una cuidada jardinería en la que destacan los cipreses (Cupressus sempervirens) y originales arriates  macizados con  arrayán (Myrtus communis).

## Muestra de Arte del Museo
Cada mañana de domingo, se celebra en la plaza una muestra de arte, que tiene su origen en 1999, en el que artistas locales exponen sus pinturas, grabados, esculturas, fotografías y cerámicas, atraídos por la cercanía del museo de Bellas Artes y que dan colorido al entorno.